# Gobliiins 5
Gobliiins 5, aussi appelé GOBLiiiNS5 - L'Invasion des Morglotons, est un jeu vidéo d'aventure créé par Pierre Gilhodes en 2023.

## Système de jeu
Le jeu est composé de 4 exécutables distincts. Au total, il y a 16 niveaux. On contrôle 3 personnages qui étaient déjà les protagonistes de Gobliiins et Gobliiins 4 : Oups, Ignatus et Asgard.

## Développement
À la suite de l'échec commercial et critique de Gobliiins 4, Pierre Gilhodes avait abandonné l'idée d'un cinquième volet. C'est après avoir croisé Marion Poinsot, l'auteure de la bande dessinée Le Donjon de Naheulbeuk, que la motivation lui revient : elle le convainc de faire revivre la licence, lui conseille le moteur de jeu Adventure Game Studio et l'aide à prendre en main ce moteur ainsi que son manuel en anglais.
Gobliiins 5 a été développé de manière indépendante après une campagne de financement participatif sur Ulule (en français) et Kickstarter (en anglais) en 2022, qui permet de réunir un peu plus de 10 000 euros. Plus tard, Gilhodes note que sans cette campagne, il aurait quand même développé le jeu, mais que « ça aurait été dur financièrement ». Contrairement au précédent volet, le jeu marque un retour au graphisme 2D de la série, en 640×480.

## Accueil
D'après JV Culture Jeu Vidéo, la sortie du jeu s'est faite de manière assez confidentielle et a surtout parlé aux personnes qui avaient été mises au courant de la campagne de financement participative. Et le magazine d'ajouter : « On mentirait en affirmant qu'il a suscité un raz-de-marée commercial sur Steam. Il semble cependant plutôt bien accueilli et apprécié comme un retour en enfance, que ce soit en France ou bien de l’autre côté de l'Atlantique ».

## Postérité
Après la sortie du jeu, Pierre Gilhodes annonce qu'il travaille sur un sixième volet, Gobliins 6, qui fera également l'objet d'un financement partifipatif. On y contrôlera cette fois Fingus et Winkle de Gobliins 2: The Prince Buffoon. Il indique à propos de ce futur volet : « Ce sera la suite du deuxième épisode. On retrouvera le Prince Bouffon dans une ambiance de fin de siècle et donc de fin du monde. Ce sera un peu plus dark, mais aussi plus dynamique, avec davantage de mise en scène ».
En novembre 2023 à Béthune, à l'occasion des Journées mondiales du jeu vidéo, une exposition temporaire « Dessine-moi un jeu vidéo » retrace le travail de Pierre Gilhodes, y compris ses illustrations de Gobliiins 5.